# Neliopisthus piceae
Neliopisthus piceae là một loài tò vò trong họ Ichneumonidae.